# Michel Ferreira dos Santos
Michel Ferreira dos Santos, más conocido como Michel, (São Paulo, 22 de marzo de 1990) es un futbolista brasileño que se desempeña como centrocampista defensivo, y también de lateral. Michel es un jugador zurdo, pero posee una facilidad a la hora de utilizar ambos pies. Actualmente juega para el Fortaleza, cedido por el Grêmio de Porto Alegre

## Clubes
| Años      | Club                 | PJ | Goles |
| --------- | -------------------- | -- | ----- |
| 2008–2010 | São Cristóvão        | 0  | 0     |
| 2010      | Porto Alegre         | 9  | 0     |
| 2011-12   | Madureira            | 10 | 0     |
| 2013      | Guarani de Palhoça   | 7  | 0     |
| 2014      | Grêmio Novorizontino | 9  | 5     |
| 2014-2015 | Guarani de Palhoça   | 44 | 10    |
| 2015      | Camboriú             | 10 | 5     |
| 2016      | Atlético Goianense   | 35 | 4     |
| 2017      | Grêmio               | 47 | 6     |

## Infancia y juventud
Huérfano de madre, y abandonado por su padre, Michel fue criado por sus abuelos maternos (Ivonete y José) en la pobre Favela da Kelson's de Río de Janeiro. 

## Inicios en el fútbol
Míchel comenzó a practicar fútbol en campos de tierra batida en la Favela da Kelson's en Río de Janeiro.
En 2008 pasó de las categorías infantiles del São Cristóvão para integrar el primer equipo.

## Palmarés

### Club
Madureira
Copa Rio 2012 (estadual)
Grêmio Novorizontino
Campeonato Paulista - Série A3: 2014
Atlético Goianiense
Campeonato Brasileño - Série B: 2016
Grêmio
Copa Libertadores de América: 2017
Recopa Sudamericana: 2018

### Premios Individuales
- Bola de Prata: 2017